# Fingal Wiens
Axel Edvard Fingal Wiens, född 11 oktober 1844 i Forshälla socken, Göteborgs och Bohus län, död 8 oktober 1896 i Sjöbo, var en svensk grosshandlare och kommunalpolitiker.
Wiens var son till kaptenlöjtnanten vid Nya Varvets örlogshamn Carl Edvard Wiens och Sofie Antoinette Braune. Efter att ha genomgått Göteborgs handelsinstitut öppnade Wiens egen affär i Göteborg, men flyttade 1874 till Malmö, där han tillsammans med konsul Bertil Sederholm och brodern Hjalmar Wiens etablerade vinhandelsfirman Wiens, Sederholm & Co. Rörelsen var till en början blygsam, men växte tiden med filialer i bland annat Sjöbo och Anderslöv. Han var under ett tiotal år ledamot av Malmö stadsfullmäktige. Han visade stort intresse för att förbättra villkoren för mindre bemedlade och var vid andrakammarvalet i Sverige 1893, trots att han var långt ifrån socialist, uppförd på socialdemokraternas och de radikalas lista.